# École nationale d’administration (Mali)
Die École nationale d’administration (Éna, dt.: „Nationale Schule für Verwaltung“) ist eine malische Hochschule, die 1958 unter dem Namen Sudan School of Administration gegründet wurde. Die Institution ist dem Büro des Premierministers von Mali angegliedert und befindet sich in Bamako.

## Geschichte
Im Jahr 1958 wurde die Sudan School of Administration gegründet, als Mali unter der Bezeichnung Französisch-Sudan noch eine französische Kolonie war.
1963 erhielt die Schule den Namen École nationale d’administration. Die Schule war bis zur Gründung der École centrale pour l’industrie, le commerce et l’administration („Zentralschule für Industrie, Handel und Verwaltung“, Écica) im Jahr 1969 für die Ausbildung von Beamten der Laufbahngruppen A und B zuständig und bietet auch politische Ausbildung für Führungskräfte an.
Im Jahr 1972 wurde die Schule neu organisiert und in eine höhere Bildungseinrichtung umgewandelt.
Nach der Gründung der Universität Mali im Jahr 1993 wurde die Éna zunächst abgeschafft. Im Jahr 2006 wurde die Institution neu gegründet und zu einer öffentlichen Einrichtung wissenschaftlicher und technologischer Natur, die für die Erstausbildung bestimmter Beamter der Kategorie A, die inhaltliche Ausbildung und die Entwicklung von A- und B-Führungskräften sowie für Studien und Forschung zuständig ist. Sie wurde 2009 in Betrieb genommen.

## Absolventen
- Mamadou Coulibaly, Politiker (* 1958)
- Traoré Rokiatou Guikiné, Politikerin (* 1953)
- Bouaré Fily Sissoko, Politikerin (* 1955)
- Diallo Fadima Touré, Politikerin
- Modibo Ibrahim Touré, Politiker
- Yaya Ag Mohamed Ali, Minister
- Siaka Toumani Sangaré, Militär und Politiker (1955–2024)